# Continental (Radsportteam)

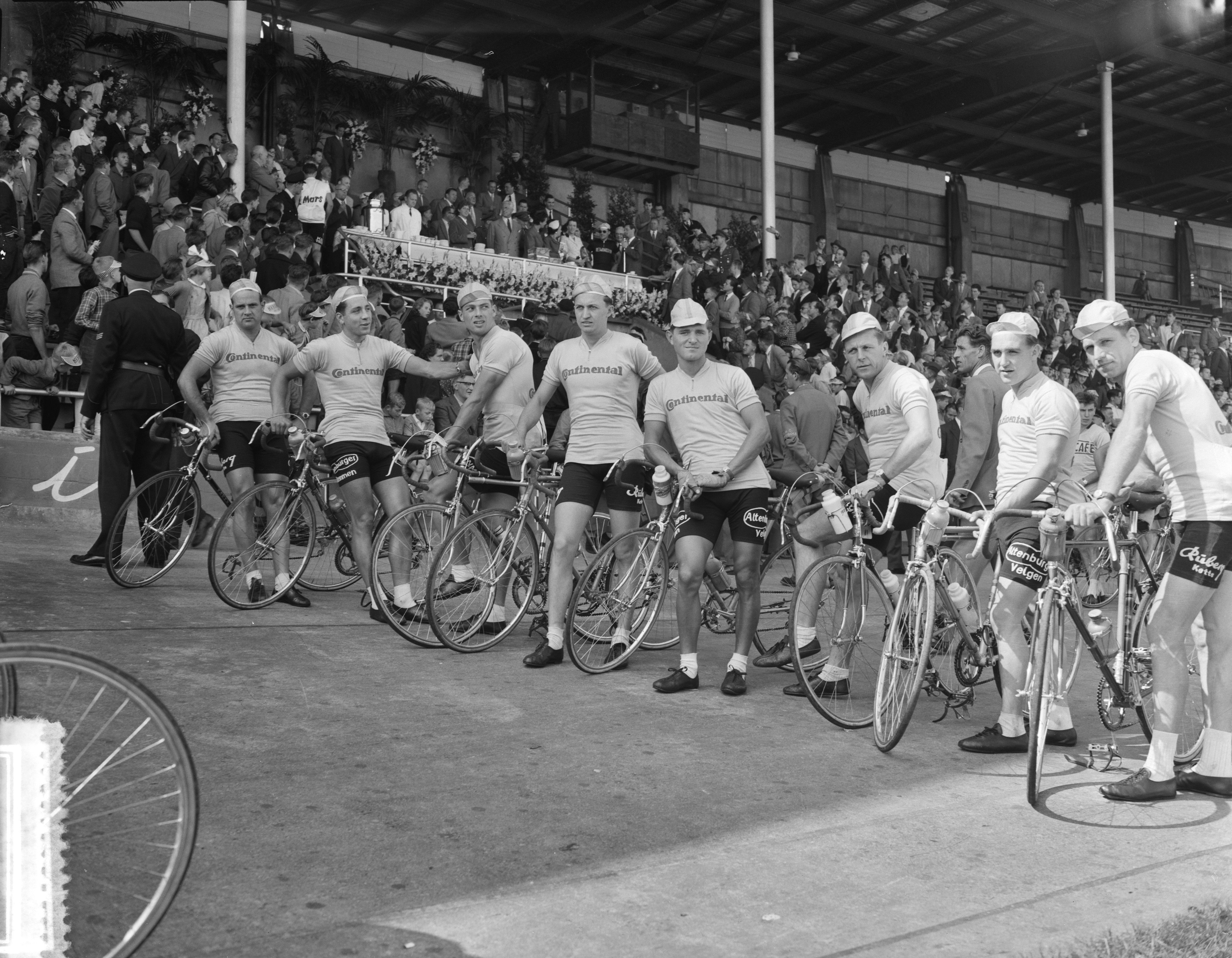
Das Team Continental bei der Ronde van Nederland 1956

Continental war ein deutsches professionelles Radsportteam, das als Team nur 1959 bestand. Sponsor war die Continental AG, ein Unternehmen aus Hannover, das in erster Linie Reifen für Autos, Motorräder und Fahrräder produzierte und als Zulieferer der Automobilindustrie noch heute tätig ist.

## Geschichte
Das Radsportteam Continental als Mannschaft von Berufsfahrern bestand 1959. 1956 startete eine Continental-Mannschaft nur bei der Ronde van Nederland. Continental nahm mit einer Mannschaft an der Ronde van Nederland teil, deren Fahrer in Deutschland Zweitverträge mit anderen Radsportteams hatten. Das Team startete offiziell als Vertretung Deutschlands, trug aber die Trikots von Continental.
Bereits 1909 begann Continental mit dem Sponsoring im Radsport, zunächst durch vertragliche Bindung einzelner Fahrer außerhalb von Teamstrukturen. So stand 1920 Adolf Huschke unter Vertrag und erreichte acht bedeutende Siege für Continental, 1921 waren es zehn Erfolge. Ein Radsportteam im engeren Sinn gründete Continental 1959. Es bestand nur in dieser Saison. In der Unternehmensgeschichte gehörten neben Huschke später Fahrer wie Jos de Bakker oder Karl-Heinz Marsell zu den Fahrern, die Continental mit einem Sponsoring unterstützte. Bedeutende Erfolge für Continental holten Hans Ludwig (1911) und Adolf Huschke (1922) mit ihren Siegen in der Deutschland-Rundfahrt, Jakob Meck (1909) und Adolf Huschke (1911) als Gewinner von Rund um Berlin oder Paul Koch (1922) als Sieger von Rund um Köln. Dazu kamen weitere Siege in bedeutenden deutschen Eintagesrennen.

## Erfolge
1909
- Rund um Berlin

1910
- Wien–Graz–Wien
- Rund um Hannover

1911
- Gesamtsieg Deutschland-Rundfahrt
- vier Etappen Deutschland-Rundfahrt
- Wien–Berlin
- Rund um Berlin
- Rund um Köln

1912
- Rund um Frankfurt

1913
- Leipzig–Warschau

1914
- Rund um den Gletscher

1920
- Großer Straßenpreis von Hannover

1921
- Großer Strassenpreis von Hannover
- Rund um die Hainleite

1922
- Gesamtsieg Deutschland-Rundfahrt
- drei Etappen Deutschland-Rundfahrt
- Berlin–Cottbus–Berlin
- Rund um Köln
- Rund um die Hainleite

1957
- Belgische Meisterschaft Sprint

1959
- Belgische Meisterschaft Sprint
- Europameisterschaft Steher

## Bekannte Fahrer
- Jos De Bakker
- Adolf Huschke
- Hans Ludwig
- Jakob Meck
- Paul Koch
- Adolph Verschueren